# 小行星27658
小行星27658（27658 Dmitrijbagalej）是一颗绕太阳运转的小行星，为主小行星带小行星。该小行星于1978年9月发现。

## 轨道参数
小行星27658的轨道半长轴为413 488 401 km，2.7639599 UA，离心率为0.298。